# 李飞跃
李飞跃（1960年5月—），贵州江口人。男，侗族。1982年8月参加工作，1985年7月加入中国共产党。贵州大学哲学系哲学专业毕业，安徽大学哲学系西方哲学史专业在职研究生学历，哲学硕士学位。
历任贵州省人民政府办公厅副处级干部、处长、副主任、副秘书长，中共贵州省委常务副秘书长；黔东南苗族侗族自治州委副书记、代州长、州长等职。2012年7月，任中共黔东南苗族侗族自治州委书记。2017年1月，当选贵州省人大常委会副主任。